# Bottleneck (K2)
Pour les articles homonymes, voir Bottleneck (homonymie).
Le Bottleneck du K2 est un passage le long de l'éperon sud-est, connu sous le nom de passage des Abruzzes, la route la plus utilisée vers le sommet de K2, la deuxième plus haute montagne du monde, dans le Karakoram, à la frontière du Pakistan et de la Chine.

## Situation

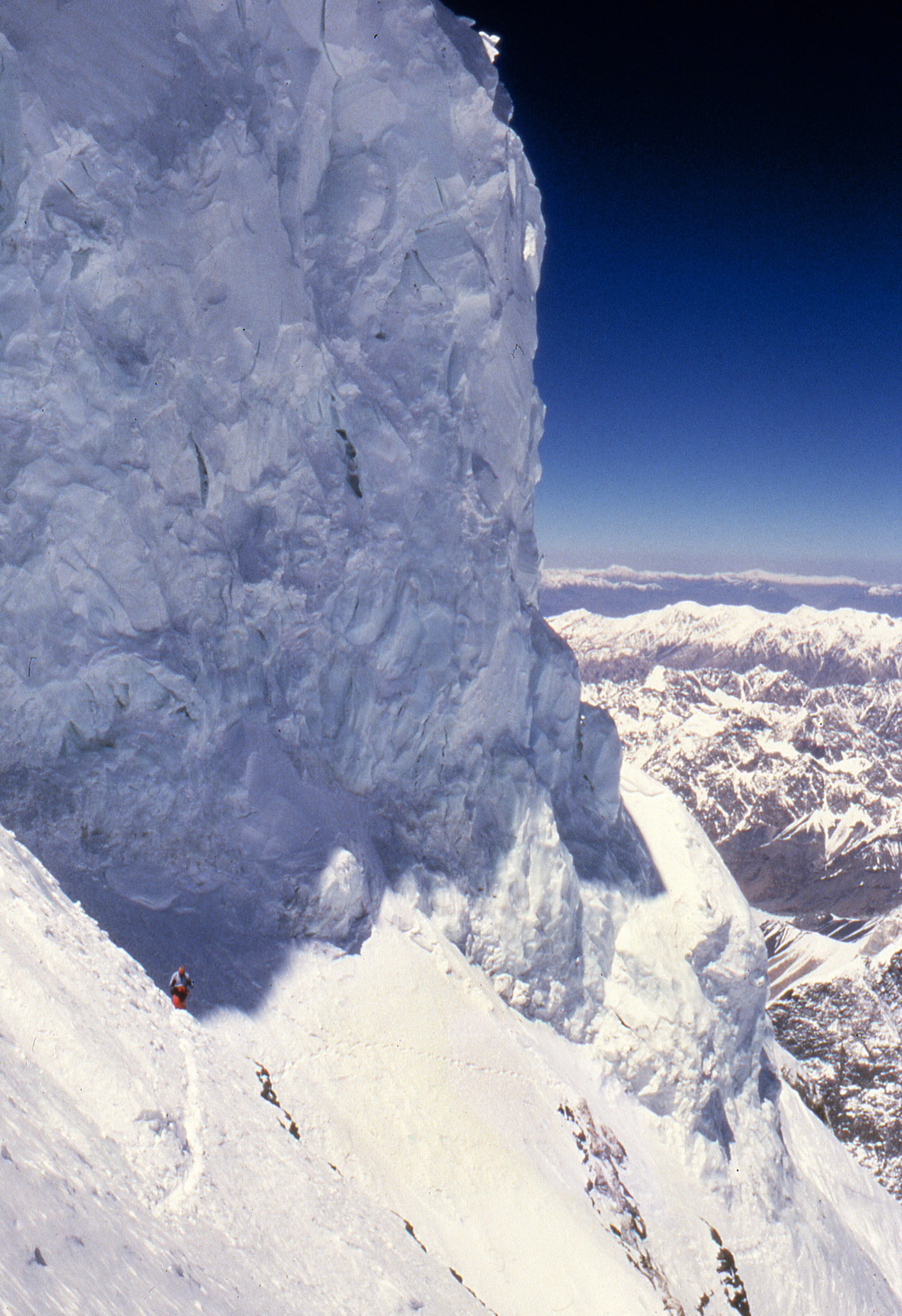
Bottleneck en 1986 .
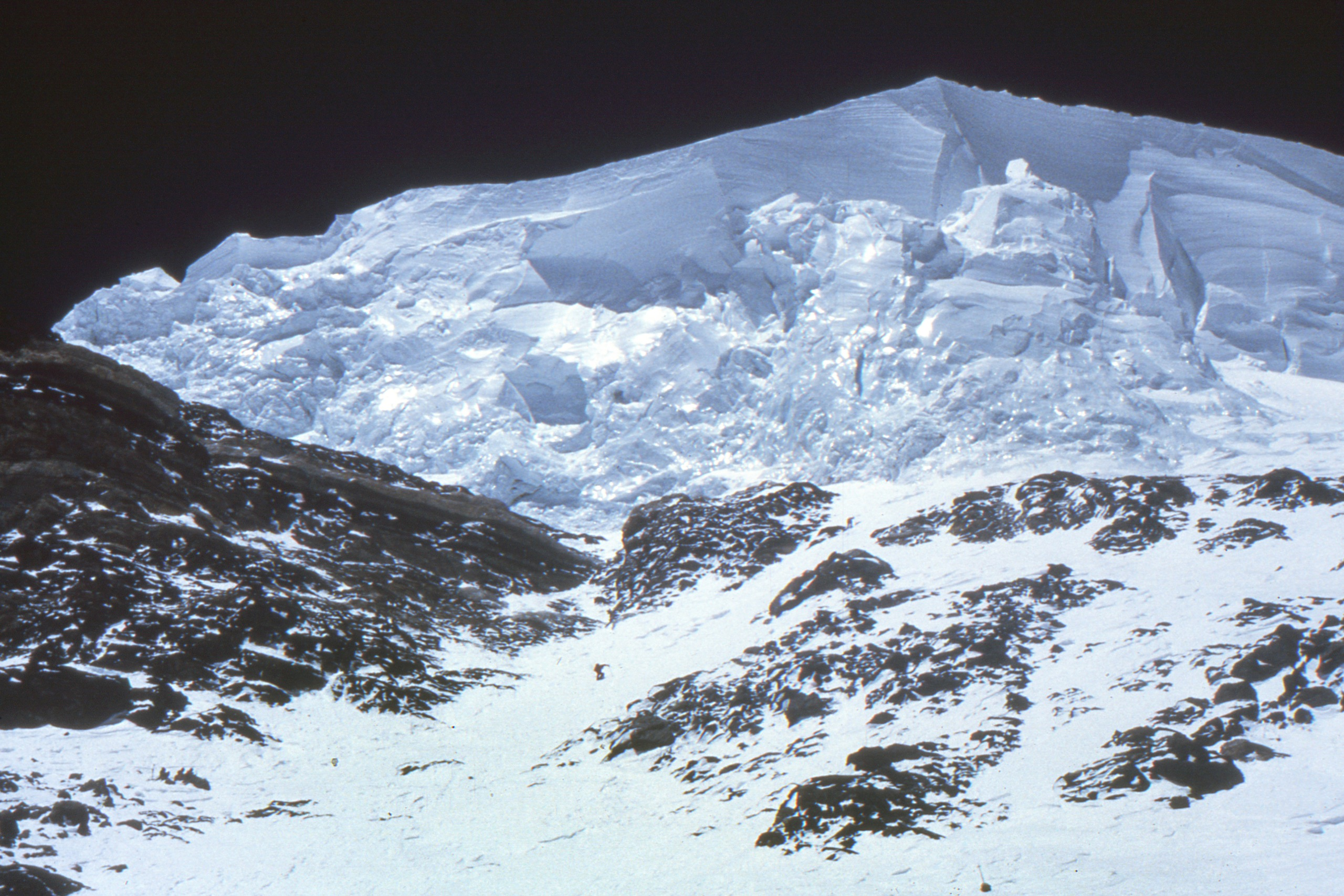
Bottleneck en 1986.
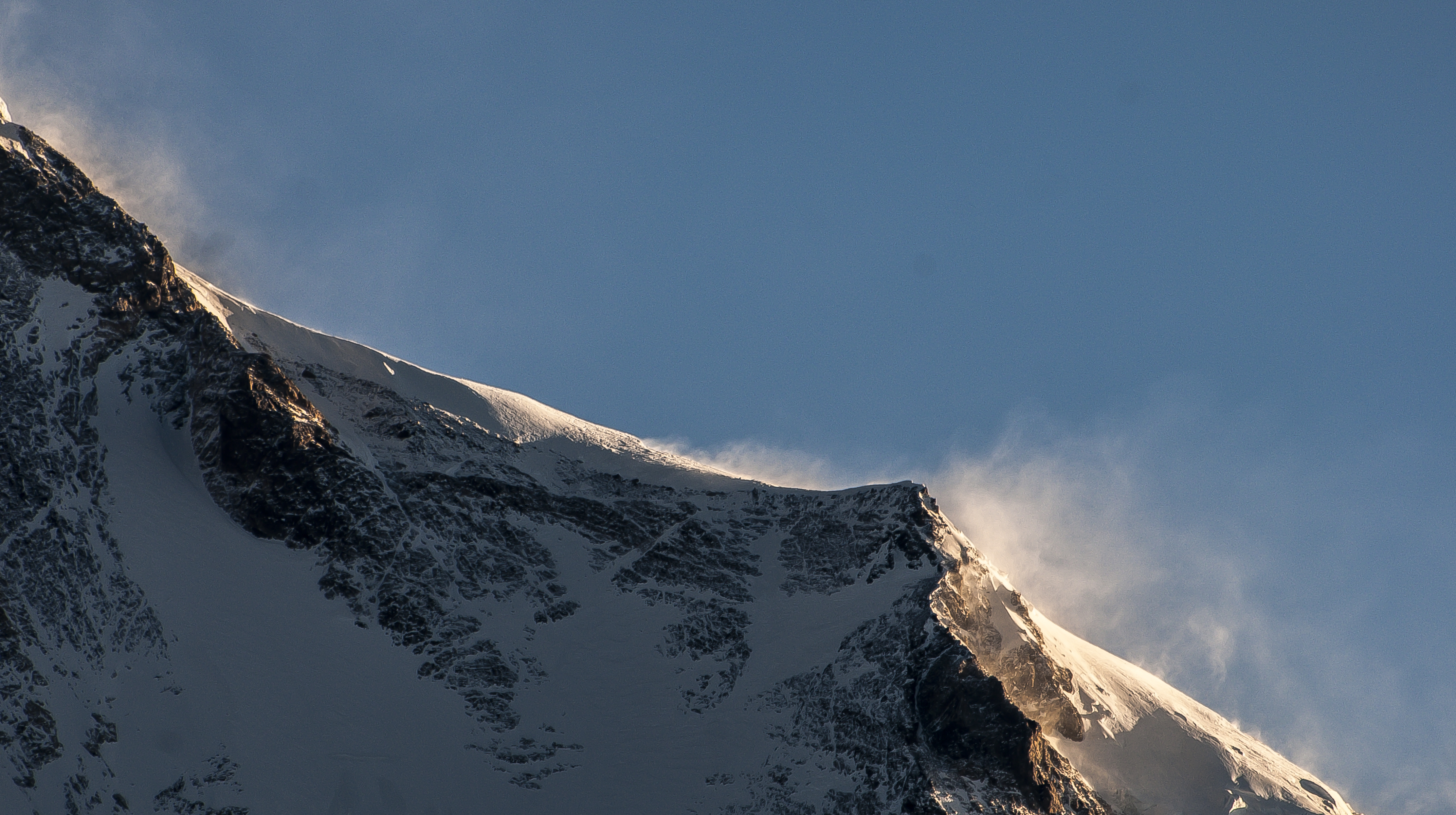
Le Bottleneck le 3 juillet 2013.

Le Bottleneck est un couloir étroit, surplombé par des séracs du champ de glace à l'est du sommet. Le couloir est situé à seulement 400m au-dessous du sommet et les alpinistes doivent traverser environ 100 mètres exposés aux séracs pour le franchir. En raison de la hauteur (8200m) et la pente (50-60 degrés), ce tronçon est la partie la plus dangereuse de la route. Plusieurs décès sur le K2 ont eu lieu à ou près du Bottleneck.
Malgré tous les dangers, le Bottleneck reste techniquement la route la plus facile et la plus rapide vers le sommet. La plupart des grimpeurs choisissent de l'utiliser pour minimiser le temps nécessaire pour passer au-dessus de 8 000 mètres (la «zone de la mort»). La route standard, l'embranchement des Abruzzes, ainsi que la route de Cesen et la voie américaine, atteignent tous le sommet via ce goulot d'étranglement.
L'entrée du goulot d'étranglement se situe sur un terrain presque plat, juste en dessous de 8 000 mètres là où se trouve le camp le plus élevé. L'extrémité inférieure du couloir descend vers la face sud de la montagne et elle atteint graduellement 60 degrés juste en dessous de la barre de séracs. Il n'est pas possible de grimper sur la barre de séracs, qui monte tout droit sur des dizaines de mètres, mais il faut traverser à gauche 100 mètres au fond la barre de séracs jusqu'à ce qu'il soit possible de passer et de grimper sur le glacier suspendu.
Le 4 août 2009, Dave Watson (Alpiniste) est devenu le premier à descendre le Bottleneck à ski.